# 烯啶虫胺
烯啶虫胺（英語：Nitenpyram）是一种杀虫剂，常用于农业和兽医学中以杀死家畜或宠物身上的寄生虫。
在兽医学中，烯啶虫胺作为犬与猫的口服剂来控制跳蚤，常用商品名为诺普星（英語：Capstar）。在摄入后，它在30分钟内就开始杀死跳蚤，在四小时内，所有跳蚤成虫都会被杀灭。诺普星药丸的效果能持续24–48小时。烯啶虫胺的安全使用限制是小狗和小猫至少四周大或体重至少2磅重。
烯啶虫胺是一类新烟碱，这意味着它是一种神经毒素，具有阻断神经信息传递到中枢神经系统的能力，可造成跳蚤（几乎）立即死亡。